# Hochschule für bildende Künste Hamburg
Die Hochschule für bildende Künste Hamburg (HFBK Hamburg) ist eine staatliche Kunsthochschule in Hamburg. Die HFBK Hamburg ist eine künstlerisch-wissenschaftliche Hochschule, an der ein Studium der Bildenden Künste und ihrer Theorien absolviert wird.

## Studium

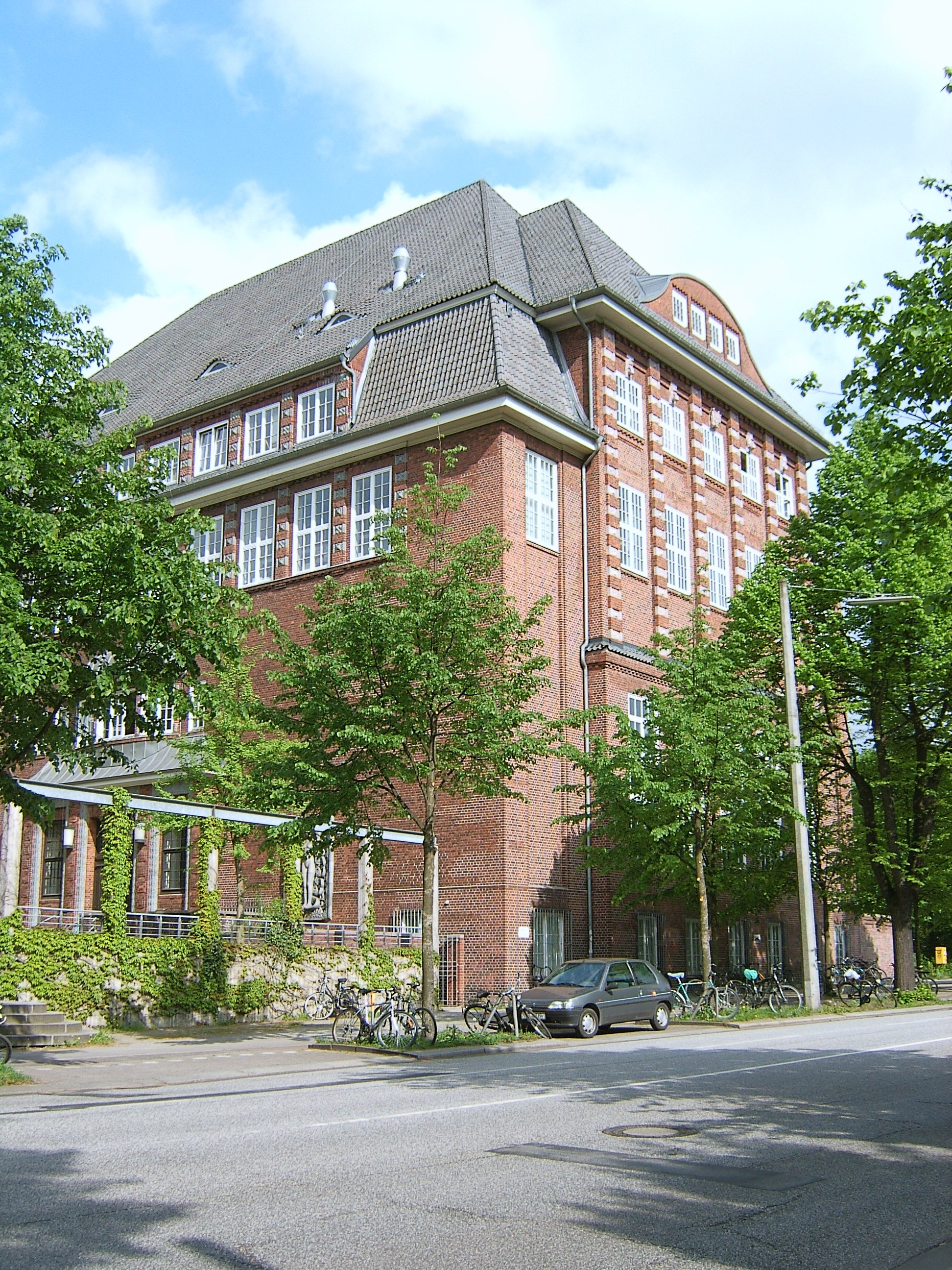
Teilansicht der Schulgebäude

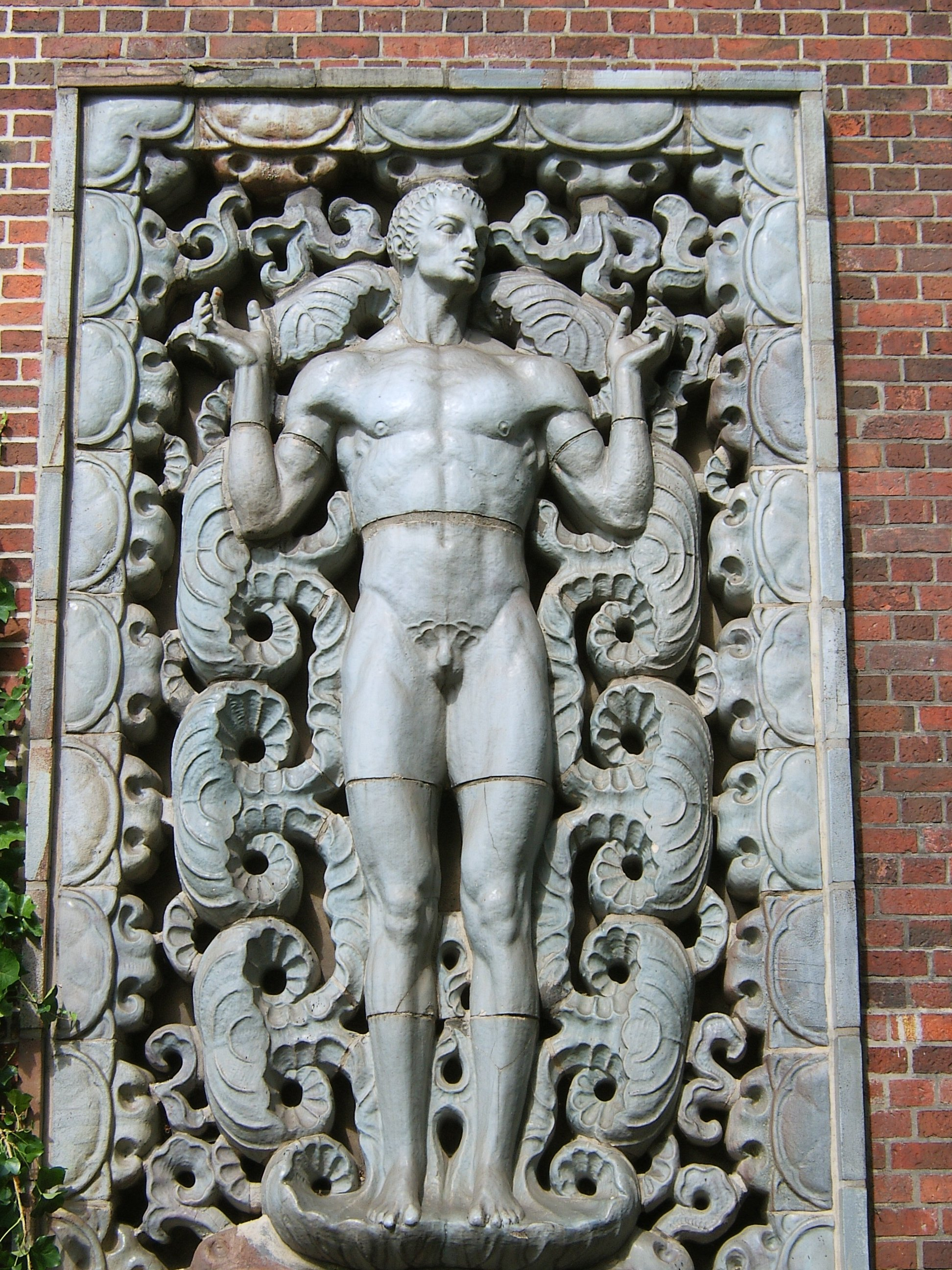
Eingangsbereich
Bildhauer Richard Luksch

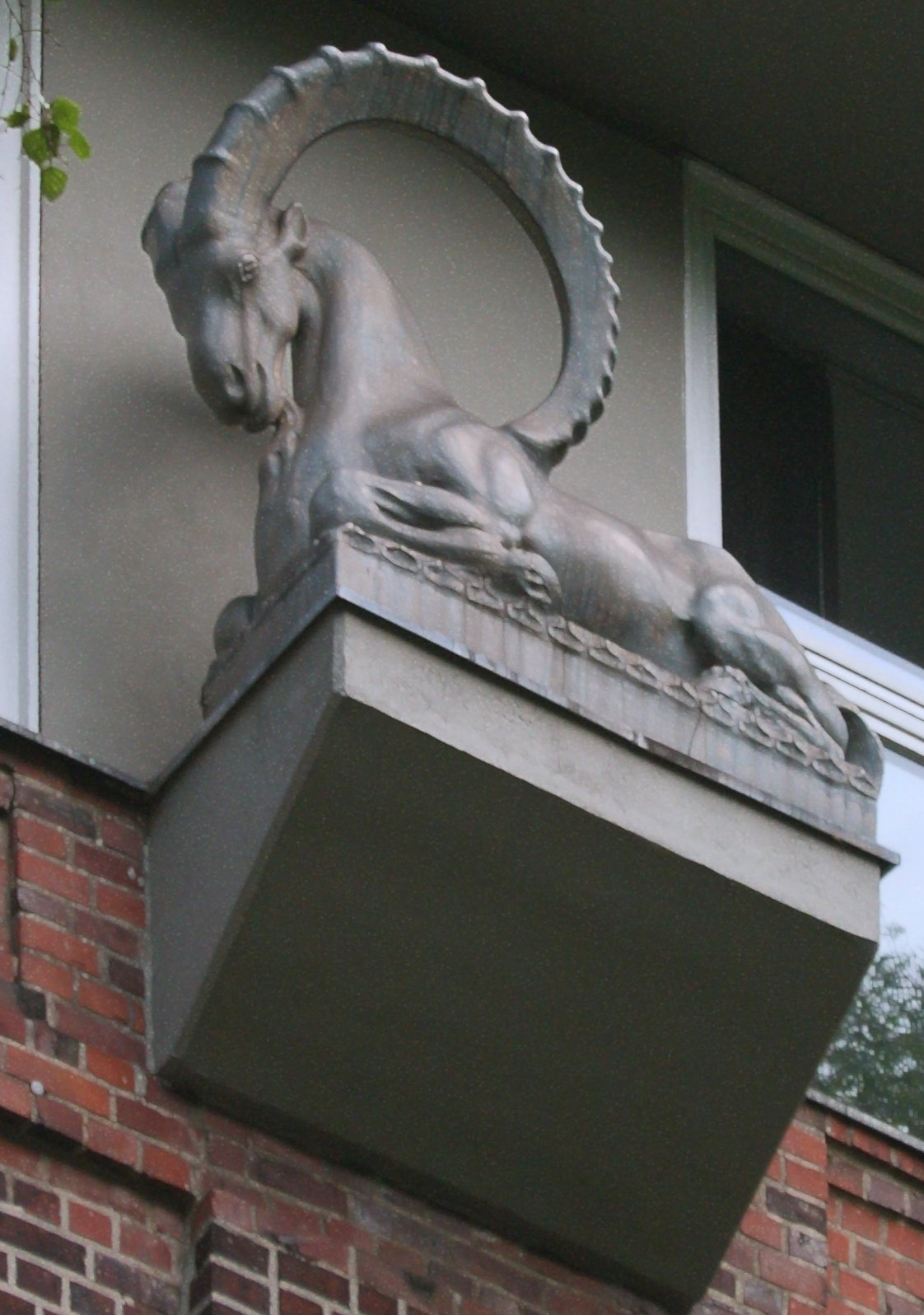
Uferstraße

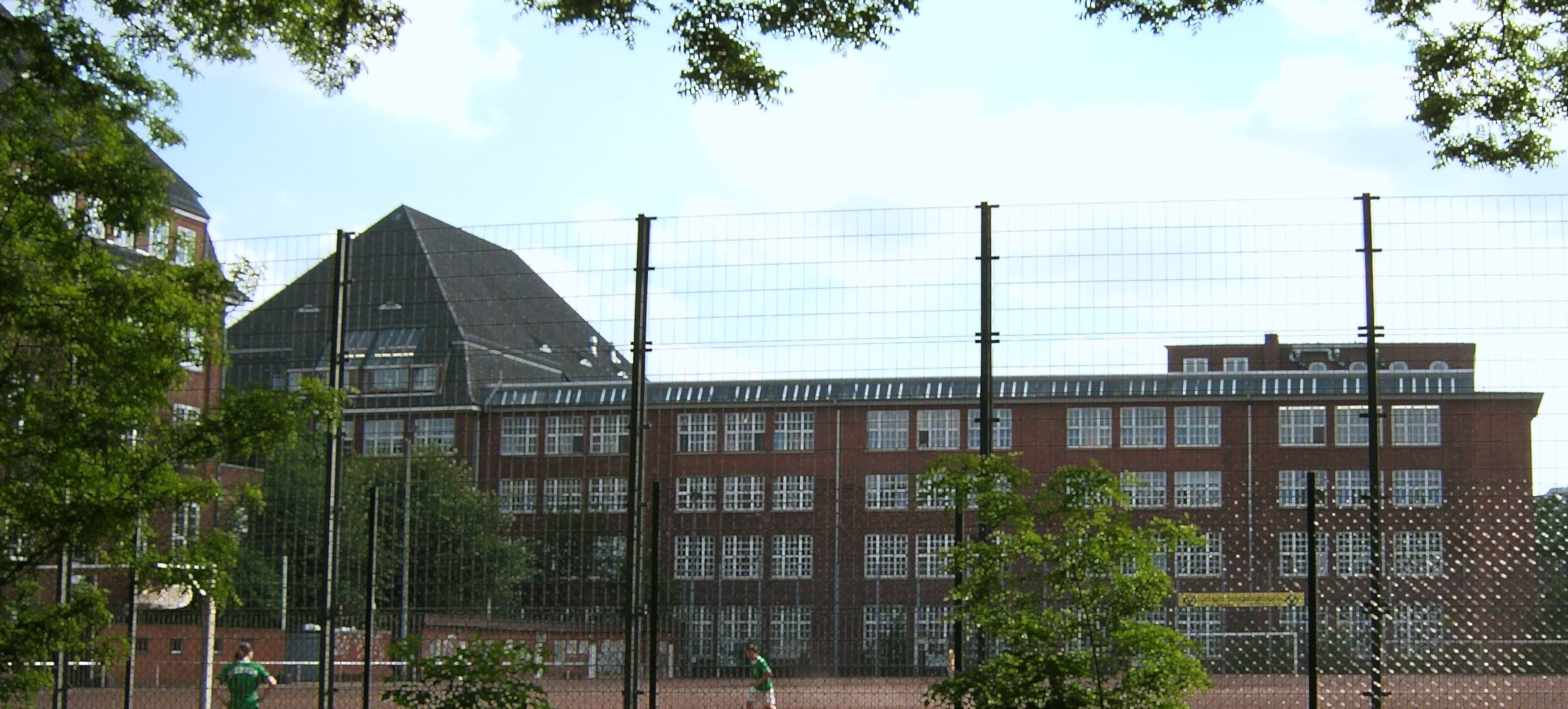
Hofseite

### Auswahlverfahren
Von über 1600 Bewerbern werden im jährlichen Auswahlverfahren 130 zum Studium zugelassen. Im akademischen Jahr 2015/16 waren an der HFBK Hamburg 850 Studierende eingeschrieben. Anzahl der Absolventen pro akademischem Jahr: 101 (2010/11), 111 (2011/12), 147 (2012/13), 147 (2013/14), 143 (2014/15), 166 (2015/16).

### Studiengänge
Im Wintersemester 2008/09 wurde der konsekutive Bachelor-/Master-Studiengang Bildende Künste anstelle der bisherigen Diplom-Studiengänge eingeführt. Dieser interdisziplinäre Studiengang umfasst alle an der HFBK vertretenen künstlerischen und wissenschaftlichen Fächer. Die Immatrikulierten studieren ausnahmslos das Fach Bildende Künste, es liegt in der Entscheidung der Studierenden, verschiedene Studienschwerpunkte zu kombinieren oder sich auf einen einzelnen zu konzentrieren. Dies soll ihnen erlauben, ein individuelles künstlerisches und/oder wissenschaftliches Profil auszubilden.
Die Studienzeiten belaufen sich auf 4 Studienjahre (8 Semester) für den Bachelor-Studiengang und 2 Studienjahre (4 Semester) für den darauf folgenden Master-Studiengang. Seit 2008 vergibt die HFBK auf dem Weg der Promotion den Titel eines Dr. phil. in art. (Doctor philosophiae in artibus). Im Januar 2015 nahm das Graduiertenkolleg Ästhetiken des Virtuellen seine Arbeit an der HFBK auf.

### Studienschwerpunkte
Es liegt in der Entscheidung der Studierenden, verschiedene Studienschwerpunkte zu kombinieren oder sich auf einen einzelnen zu konzentrieren.
- Bildhauerei
- Bühnenbild/Bühnenraum
- Design
- Film
- Grafik/Typografie/Fotografie
- Malerei/Zeichnen
- Theorie und Geschichte
- Zeitbezogene Medien

Das Architekturstudium wurde 2006 durch Zusammenlegung aller Hamburger Architekturstudiengänge (HFBK und HAW) in die neu gegründete HafenCity Universität Hamburg ausgegliedert.

## Internationalität
Die HFBK forciert mit großem Engagement die Internationalisierung der Hochschule und ihrer Studierenden. Neben der Berufung von internationalen oder international erfahrenen wie renommierten Professorinnen und Professoren fördert sie nachdrücklich den internationalen Austausch von Studierenden. Die große Zahl an Partnerhochschulen im Rahmen des von der EU geförderten Erasmus-Austauschprogramms ermöglichen eine hohe internationale Mobilität. Seit 2010 wird diese maßgeblich durch die gemeinsam mit der Alfred Toepfer Stiftung F.V.S. initiierte Art School Alliance (ASA) auch über den europäischen Rahmen hinaus vorangetrieben. Das Stipendiatenprogramm ermöglicht bis zu 18 internationalen Kunststudierenden pro Jahr, im Rahmen von Stipendien ein Semester mietfrei und ohne Studiengebühren in einem ehemaligen Fabrikloft gemeinsam zu wohnen und zu arbeiten. Im Gegenzug gehen jährlich bis zu 18 HFBK-Studierende für ein Semester an die Partnerhochschulen, ohne dort Studiengebühren bezahlen zu müssen.
Die aktuellen Partner im Rahmen der Art School Alliance:
- School of The Museum of Fine Arts, Tufts University, Boston
- Universidad del Cine, Buenos Aires
- China Academy of Art, Hangzhou
- Bezalel Academy of Arts and Design, Jerusalem
- Goldsmiths, University of London, Department of Art
- California Institute of the Arts, Los Angeles
- Kinki Daigaku (Kinki-Universität, kurz Kindai, englisch Kindai University), Department of Design, Osaka
- École nationale supérieure des beaux-arts de Paris
- San Francisco Art Institute
- Institute of Design, China Academy of Art, Shanghai
- Akademie der bildenden Künste Wien

## Öffentliche Veranstaltungen
Viele Veranstaltungen der HFBK sind für die Öffentlichkeit zugänglich. Neben regelmäßigen Symposien, Vorträgen, Performance-Nächten und Filmvorführungen vor allem die drei großen jährlichen Ausstellungstermine: Die Ausstellung der Absolventinnen und Absolventen (Anfang Juli), die Jahresausstellung mit Semesterarbeiten aller Studierenden (im Februar) und die Hiscox Kunstpreis-Ausstellung zur Eröffnung des akademischen Jahres (im Oktober). Während des Semesters ermöglichen die Ausstellungspräsentationen in der von wechselnden Studierenden-Teams kuratierten Galerie der HFBK sowie die regelmäßig Dienstagabend stattfindende Ausstellungsreihe Folgendes den künstlerischen Austausch innerhalb der Hochschule ebenso wie mit externen Besuchern.

## Geschichte
1767 wurde die Hamburger Gewerbeschule von der Patriotischen Gesellschaft gegründet. 1896 wurde sie zur Staatlichen Kunstgewerbeschule, 1928 zur Landeskunstschule. Das Hauptgebäude am Lerchenfeld 2 im Hamburger Stadtteil Uhlenhorst wurde von dem Architekten Fritz Schumacher zwischen 1911 und 1913 eigens für die Kunstschule gebaut. Während der Zeit des Nationalsozialismus wurden Lehrkräfte wie Karl Schneider, die mit dem Regime nicht konform waren, gezwungen, ihre Lehrtätigkeit aufzugeben. Während dieser Zeit wurde der Name in Hansische Hochschule für bildende Künste geändert, allerdings ohne Zuerkennung des Hochschulstatus. Nach dem Zweiten Weltkrieg nahm sie ab 1945 als Landeskunstschule unter dem aus Hamburg stammenden ehemaligen Professor der Kölner Werkschulen Friedrich Ahlers-Hestermann ihren Lehrbetrieb neu auf. Nach Ahlers-Hestermanns Pensionierung wurde der Architekt Gustav Hassenpflug zum Nachfolger gewählt. Hassenpflug installierte ab 1952 eine Gastdozentenklasse, deren Ergebnisse er dokumentierte. Zudem betrieb er die Umwandlung der Landeskunstschule in die „Hochschule für bildende Künste Hamburg“. Seit 1970 hat sie darüber hinaus den Status einer künstlerisch-wissenschaftlichen Hochschule. In den 1980er Jahren wurde mit dem Diplom ein Abschluss für bildende Künstlerinnen und Künstler eingeführt, der im Zuge der Internationalisierungsbestrebungen 2008 in ein konsekutives Bachelor- und Master-System überführt wurde.
Die Einführung allgemeiner Studiengebühren in Hamburg im Juli 2007 führte auch an der HFBK Hamburg zu massiven Protesten und zum Studiengebühren-Boykott durch einen großen Teil der Studierenden. Die Studierenden begründeten ihren Protest mit der finanziellen Unsicherheit ihrer angestrebten Berufe. Im September 2011 beschloss der mittlerweile SPD-regierte Senat der Freien und Hansestadt Hamburg die Abschaffung der Studiengebühren an allen Hamburger Hochschulen zum Wintersemester 2012/13, im Dezember 2011 schloss sich die Hamburgische Bürgerschaft der Entscheidung an. „Studiengebühren sind sozial ungerecht und in Deutschland mittlerweile ein Auslaufmodell geworden“, sagte die damalige Wissenschaftssenatorin Dorothee Stapelfeldt (SPD) gegenüber der Presse.

### Geschichte der Frauen an der HFBK Hamburg: Studium
Auf Betreiben von Direktor Richard Meyer, der sich sehr für die Zulassung von „Damen“ eingesetzt hatte, durften Frauen im April 1907 zum ersten Mal als „Hospitantinnen“ für sie ausgewählte Kurse der Hochschule (damals Staatliche Kunstgewerbeschule zu Hamburg) besuchen. Angesichts der Tatsache, dass die meisten Akademien erst mit dem Beginn der Weimarer Republik ab 1919 Frauen zum Studium zuließen, stand die Hochschule damit relativ früh Studentinnen offen. Nicht wenige nutzten die Chance, über die angewandten Fächer hinaus künstlerische Fotografie, Malerei oder Bildhauerei zu studieren. Dafür gibt es prominente Beispiele: Elise Blumann (geborene Schlie) oder Marlene Moeschke-Poelzig, die spätere Frau und Kooperationspartnerin des Architekten Hans Poelzig, die von 1912 bis 1917 bei Richard Luksch Bildhauerei studierte. Als Frau an mehreren Akademien abgewiesen, studierte Anni Albers (geborene Fleischmann), bevor sie 1922 an das Bauhaus wechselte u. a. bei Friedrich Adler in Hamburg. Sophie Taeuber-Arp verbrachte hier im Winter 1912/13 ein Gastsemester. Ab den 1920er Jahren gab es immer wieder Studentinnen, die als Künstlerinnen oder Gestalterinnen erfolgreich wurden, wie etwa Trude Petri, die nach ihrem Studium an der HFBK-Vorgängerin 1929 als Designerin an die Königliche Porzellan-Manufaktur Berlin (KPM) geholt wurde, für die sie u. a. 1931 das bis heute produzierte Kaffeeservice Urbino entwarf.

### Geschichte der Frauen an der HFBK Hamburg: Lehre
Zum 1. Oktober 1909 wurde Maria Brinckmann als Lehrerin für Kunststickerei und damit als erste weibliche Lehrkraft eingestellt. Sie beantragte die versuchsweise Einrichtung einer Gobelin-Werkstatt, die sie dann leitete. Insgesamt wurden auf ihr Betreiben die textilen Techniken an der Staatlichen Kunstgewerbeschule wirtschaftlich erfolgreich ausgebaut. Ab 1945 stellte Direktor Friedrich Ahlers-Hestermann Maria May als Dozentin für die Werkstatt für Textilentwurf ein. Deren Inventar brachte Maria May selbst mit ans Lerchenfeld – sie hatte ihre komplette Stoffdruck-Werkstatt über den Krieg retten können. 1955 wechselte sie als Direktorin an die benachbarte Meisterschule für Mode an der Armgartstraße.
Von 1956 bis zu ihrer Emeritierung 1981 lehrte Margret Hildebrand als Professorin für Textildesign an der HFBK Hamburg. Zwei Jahre nach ihrer Berufung als Professorin entwarf sie den Teppichboden für den Deutschen Pavillon auf der Brüsseler Weltausstellung 1958, der danach ein erfolgreiches Serienprodukt wurde. Von 1981 bis 2000 war Helke Sander die erste Professorin für Film. In der Architektur gab es mit Barbara Martwich 1978 erstmals eine Professorin, gefolgt von Beata Huke-Schubert 1984. Dennoch blieb die Zusammensetzung des Kollegiums noch für viele Jahrzehnte fast ausschließlich männlich, selbst als 1989 Adrienne Goehler (bis 2001) die Präsidentschaft übernahm und damit die erste Präsidentin einer deutschen Kunsthochschule wurde. Insbesondere bei den unbefristeten Professuren ging der Wandel nur langsam voran. 1995 erhielt Silke Grossmann eine Professur für Fotografie, 2000 wurde Pia Stadtbäumer Professorin für Bildhauerei. Erst ab den 2000er Jahren gelang es, das Verhältnis von weiblichen und männlichen Lehrenden schrittweise anzugleichen. In der Amtszeit Martin Köttering als Präsidenten wurden durch Neuberufungen von Hanne Loreck (2004), Michaela Ott (2005), Heike Mutter (2008), Jeanne Faust (2009), Jutta Koether (2010), Michaela Melián (2010), Marjetica Potrc (2011 bis 2017), Angela Schanelec (2012), Bettina Uppenkamp (2017) und Angela Bulloch (2018) ein großer Teil der Eckprofessuren mit herausragenden Künstlerinnen und Theoretikerinnen besetzt. Ein Gleichstand ist allerdings immer noch nicht erreicht.

## Das Gebäude am Lerchenfeld

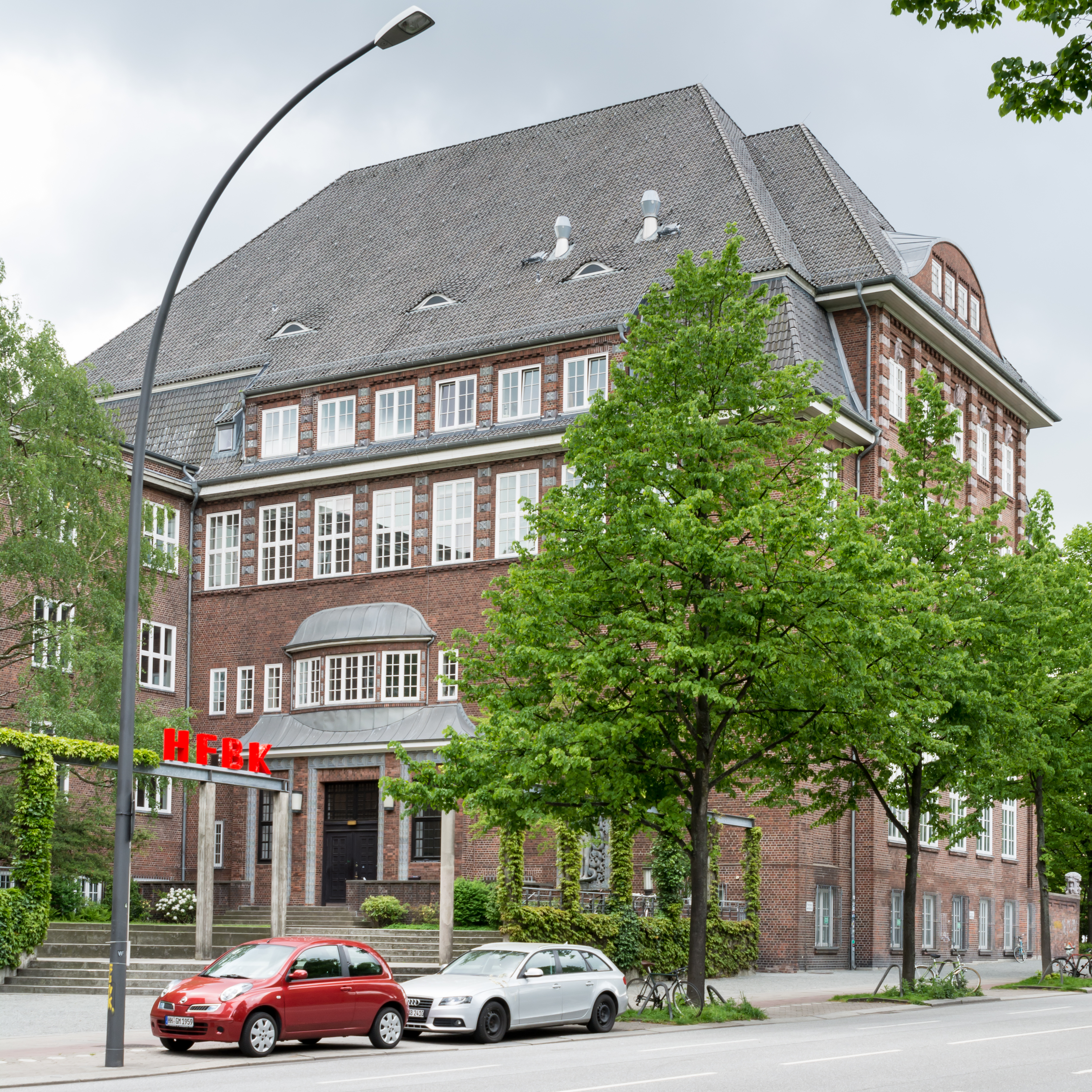
Der Eingangsbereich am Lerchenfeld

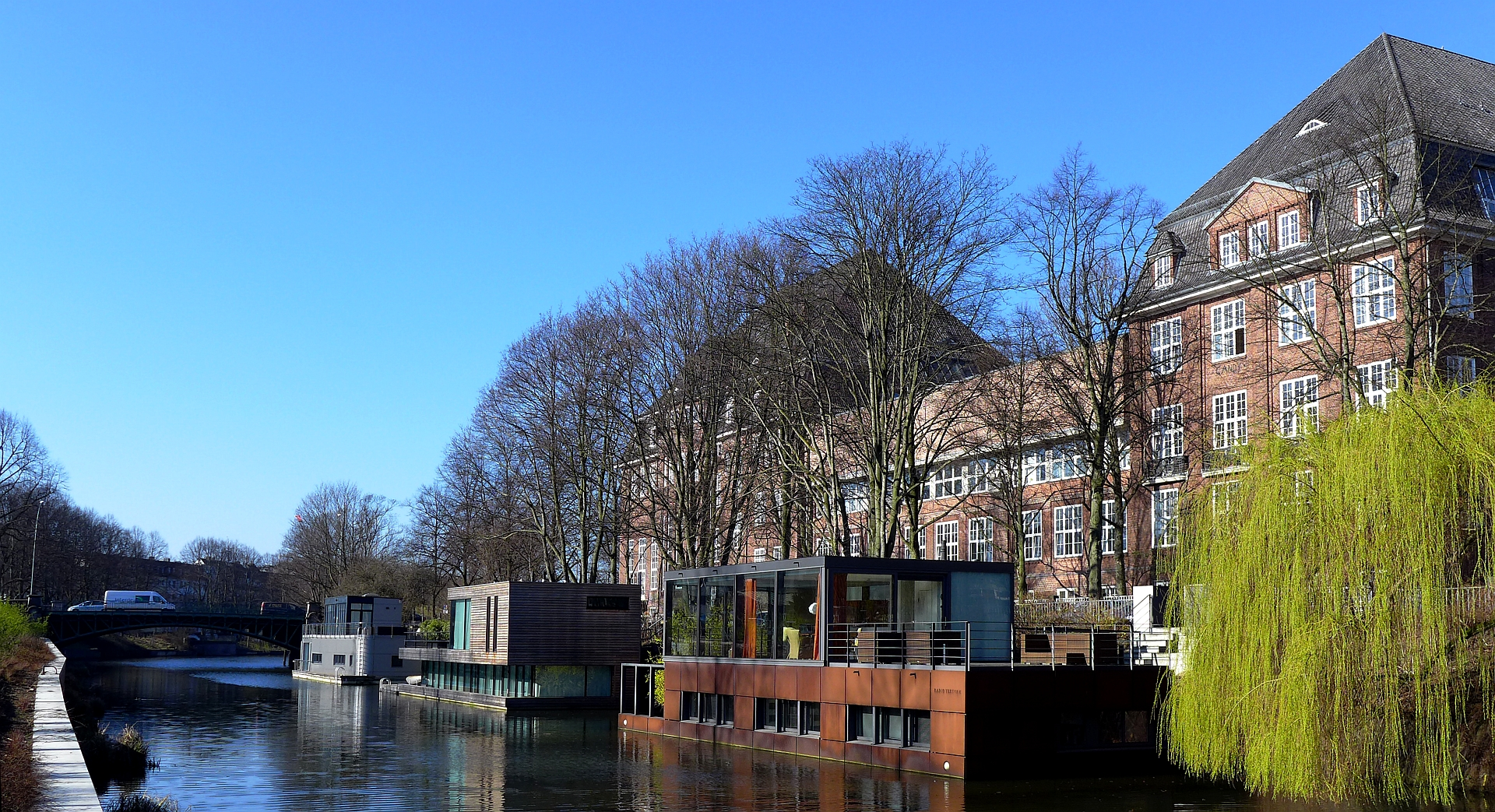
Der Flügel des Gebäudes an der Uferstraße am Eilbekkanal mit Hausbooten

Das heutige Hauptgebäude der Hochschule für bildende Künste entstand in den Jahren 1911 bis 1913 für die damalige Kunstgewerbeschule in Hamburg-Uhlenhorst am Lerchenfeld 2, die bis dahin ihren Sitz im Gebäude des MKG am Steintorplatz hatte. Auftraggeber war die Freie und Hansestadt Hamburg.
Die von Fritz Schumacher in herausgehobener Lage an einer Wasserfront am Kuhmühlenteich platzierte, von weither sichtbare Baugruppe in dunklem Backstein mit ihren hohen Mansarddächern sollte sich von den übrigen Schulbauten des Hamburger Staates ausdrücklich durch ein „abweichendes, mehr festliches Gepräge“ abheben.
Den Kern bildet eine hufeisenförmige Anlage am Lerchenfeld mit vorgelagertem, durch einen Säulengang von der Straße abgetrennten „Zierhof“, den man ursprünglich durch einen kleinen ovalen Pavillon betrat. Von dort gelangt man in den rechts gelegenen Hauptbau und betritt die hohe Eingangshalle von feierlich-strenger Wirkung. Hier kehrt ein in Schumachers frühen Villenbauten entwickelter Raumtyp in gesteigerter Form wieder: eine rechteckige hohe Dielenhalle, die ihr Licht von einer ebenso hohen Fenstergruppe an der Schmalseite erhält. In der zweigeschossigen Halle mit offener Treppenanlage an der Seite ist „das Gerippe der Eisenbetonbauweise“ bewusst sichtbar gelassen, mit an den Oberflächen scharrierten Betonteilen.
Die Anordnung der Gebäudeflügel auf dem winkelförmigen Grundstück begründet sich mit ihren Funktionen: Die Lage und Länge des Hufeisenbaus zum Beispiel ermöglichte die Unterbringung vieler Ateliers auf der sonnenabgewandten Rückseite. Die Absonderung des östlich anschließenden Werkstättenflügels hatte den Zweck, die Ateliers und Klassen von Maschinenlärm und Erschütterungen abzuschirmen. Das Gebäude hat ein Unter-, das Erd- und drei Obergeschosse.
Schumacher beteiligte bei dem Bau dieses Gebäudes Künstler, die an der Kunstgewerbeschule unterrichteten. Das waren insbesondere Richard Luksch für Relieffiguren im Innern und außen, Carl Otto Czeschka für das Hellglasfenster Die Schönheit als Botschaft in der Eingangshalle und Willy von Beckerath mit dem imposanten ca. 44 Meter langen und 4 Meter hohen Wandbildzyklus Die ewige Welle in der Aula sowie Johann Michael Bossard für die figürlichen Reliefs auf der Rückseite des Schmuckhofs, Friedrich Adler für die bekrönten Zapfen, Willi Tietz für das Mosaik des Pavillons und Hans Heller für die Innengestaltung des Lesesaals und des Direktorenzimmers.
Fritz Schumacher schrieb in seinen Erinnerungen Stufen des Lebens: „Das Treppenhaus zeigt die Konstruktionsformen, wie sie aus der Verschalung herauskommen, die Flächen sind dann wie Steinflächen mit dem Meißel bearbeitet. Den Raum veredelt das große Fenster aus geschliffenen Gläsern von Czeschka, das ich noch heute für eine der besten Arbeiten halte, die in Hamburg entstanden sind. Auch alle anderen Künstler der Schule sind an dem Bau in irgendeinem Zierstück zu Worte gekommen, aber leider war es das einzige Werk, an dem ich sie beschäftigen durfte: es wurde mir untersagt, Baugelder an Personen fließen zu lassen, die ein staatliches Gehalt (Anm.: als Lehrer) bezogen. Man wollte wohl eine Pflanzstätte der Kunst schaffen, aber sie zu benutzen scheute man sich aus sozialen Gründen.“
Im Ersten Weltkrieg wurde das Gebäude als Reservelazarett genutzt. Ein Foto im Bestand des Hamburger Staatsarchivs zeigt Kriegsverwundete im Jahr 1915 vor der Staatlichen Kunstgewerbeschule Lerchenfeld.
Nebengebäude befinden sich in der Wartenau 15, Finkenau 35 und Finkenau 42.

### Das WandgemäldeDie ewige Wellevon Willy von Beckerath
Das Wandgemälde Die ewige Welle in der Aula gilt als das Hauptwerk von Willy von Beckerath. Es besteht aus acht Teilen und zeigt symbolisch den Aufstieg und Fall einer Kulturepoche. Es entstand in der Zeit von 1911 bis 1918. In den vergangenen Jahren, um 2009, wurde das Gemälde in mehreren Stufen in seiner ursprünglichen Farbigkeit restauriert. Zum hundertjährigen Bestehen des HFBK-Gebäudes 2013 wurde ebenfalls die Decken- und Wandbemalung der Aula wieder freigelegt und restauriert. Auch der kunstvolle Parkettfußboden wurde erneuert. So ist die Aula jetzt wieder als großräumiges Gesamtkunstwerk wahrnehmbar geworden.

### Umbauten seit 1943
Nach den Kriegszerstörungen und entsprechend den neuen Anforderungen gab es seit 1943 größere Umbauten. „Manche Veränderung ist als wahrer Verlust, manche als neue Schicht zu interpretieren, die dem Baudenkmal weitere Bedeutungsebenen hinzugefügt hat.“
- 1943 Zerstörung des Westbaus und Ateliertrakts
- 1951–53 Instandsetzung und Ausbau, Gustav Hassenpflug
- 1954/55 Wiederaufbau des Dachgeschosses des Ostpavillons oberhalb der Mansarde
- 1962/63 Aufstockung Zwischentrakt Uferstraße und Umbau Direktorenzimmer, Godber Nissen
- 1970 Wiedereinbau der Glasfenster von Carl Otto Czeschka in der Halle
- 1971 Eintragung in die Denkmalliste: Eingangsbau, Zentralhalle, Aula
- 1972 Einbau von Emporen in den Staffelgeschossräumen des Westpavillons
- 1973/74 Umbau der ehemaligen Heizungsräume im Ateliertrakt als Metallwerkstatt
- 1988 Umbau der Radierwerkstatt im Dachgeschoss des Werkstattbaus Uferstraße
- 1992/93 Neugestaltung des Eingangsbereiches, Bernhard Winking
- 1994 Aula-Außentreppe, Bernhard Winking
- 1994/95 Anbau Bildhaueratelier, Holger Moths und Studenten
- 2009 Teilrestaurierung des Monumentalgemäldes von Willy von Beckerath
- 2012/13 Umfangreiche Wand-, Decken- und Boden-Restaurierung der Aula mit ihren vielfältigen Zierelementen
- 2015 Modernisierung der Bibliothek, Umbau des Magazins zu einem Freihandbereich
- 2016 Grundsanierung und Umbau der Mensa und Pförtnerloge

## Atelierhaus

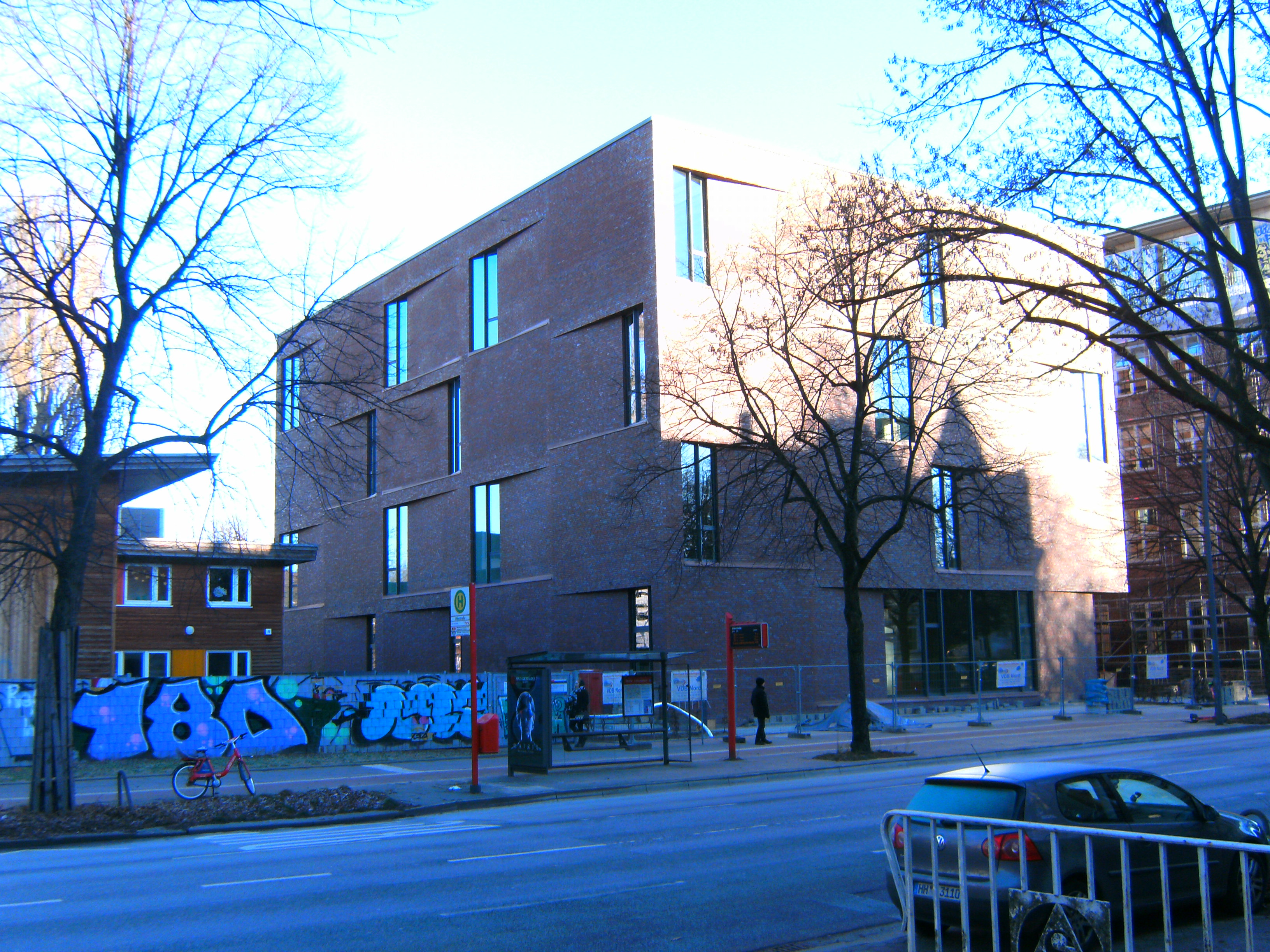
Hamburg, Hochschule für bildende Künste: Separates Atelierhaus mit Arbeitskojen.

Ein separates mit rostbraunem Backstein verkleidetes Atelierhaus der Winking Froh Architekten mit Galerieraum im Erdgeschoss und Arbeitskojen für 120 Masterstudierende schließt sich an. Es wurde am 11. Februar 2022 eröffnet. Die Hausnummer ist Lerchenfeld 2A.

## Professoren der Hochschule
- Bildhauerei: Martin Boyce
- Bildhauerei: Thomas Demand
- Bildhauerei: Andreas Slominski
- Bildhauerei: Pia Stadtbäumer
- Bühnenraum: Raimund Bauer
- Design: Jesko Fezer
- Design: Glen Oliver Löw
- Design: Konstantin Grcic
- Film: Robert Bramkamp
- Film: Udo Engel
- Film: Adina Pintilie
- Film: Angela Schanelec
- Grafik/Typografie/Fotografie: Wigger Bierma
- Grafik/Typografie/Fotografie: Ingo Offermanns
- Grafik/Typografie/Fotografie: Christoph Knoth / Konrad Renner
- Grafik/Typografie/Fotografie: Tobias Zielony
- Grundlagen/Orientierung Bildhauerei, Bühnenraum: Michael Beutler
- Grundlagen/Orientierung Design: Valentina Karga
- Grundlagen/Orientierung Film: Bernd Schoch
- Grundlagen/Orientierung Grafik/Typo-/Fotografie: Heike Mutter
- Grundlagen/Orientierung Malerei/Zeichnen: Abel Auer
- Grundlagen/Orientierung Zeitbezogene Medien: Annika Larsson
- Malerei/Zeichnen: Anselm Reyle
- Malerei/Zeichnen: Jutta Koether
- Malerei/Zeichnen: Rajkamal Kahlon
- Malerei/Zeichnen: Jorinde Voigt
- Zeitbezogene Medien: Angela Bulloch
- Zeitbezogene Medien: Simon Denny
- Zeitbezogene Medien: Jeanne Faust
- Zeitbezogene Medien: Michaela Melián
- Theorie und Geschichte: Friedrich von Borries
- Theorie und Geschichte: Harald Falckenberg (Ehrenprofessur)
- Theorie und Geschichte: Franz Wilhelm Kaiser (Ehrenprofessur)
- Theorie und Geschichte: Martin Köttering
- Theorie und Geschichte: Hanne Loreck
- Theorie und Geschichte: Dirk Luckow (Ehrenprofessur)
- Theorie und Geschichte: Astrid Mania
- Theorie und Geschichte: Juliane Rebentisch
- Theorie und Geschichte: Bettina Uppenkamp
- Theorie und Geschichte: Christoph Martin Vogtherr (Ehrenprofessur)
- Kunstpädagogik: Anja Steidinger
- Kunstpädagogik: Nora Sternfeld

## Ehemalige Professoren und Gastprofessoren
Quelle:
- Friedrich Adler, Grafiker, Gestalter, 1906–1933
- Hans Andree, Typograf, Grafiker, 1977–2003
- Friedrich Ahlers-Hestermann, Direktor 1946–1951
- Fatih Akin, Student 1994–2000, Gastprofessor 2005–2006
- Kurd Alsleben
- Hinrich Baller, Architekt
- Lothar Baumgarten, Gastprofessur
- Willy von Beckerath, 1907–1930
- Fritz Behnke, 1913–1931
- Joseph Beuys, Gastprofessor 1974
- Max Bill, 1967–1974
- Bernhard Blume, 1987–2002
- Andreas Brandt, 1983–2001
- KP Brehmer (Klaus Peter Brehmer), 1971–1997
- Bazon Brock, 1965–1976
- Kilian Breier, 1966–1999
- Maria Brinckmann, Kunststickerei, 1909–1932
- Claus Böhmler, 1974–2005
- Johann Michael Bossard, Bildhauer, 1906–1944
- Otto Brandt, Holzbildhauer, 1908–1929
- John Burgan,[24] Gastprofessor 2002
- Marie José Burki, 2003–2009
- Herbert von Buttlar, Präsident, 1964 bis 1976
- Karl-Achim Czemper, Professor für Industrial Design
- Carl Otto Czeschka, 1907–1943
- Pepe Danquart, Professor für Dokumentarfilm, 2008–2022[25]
- Hanne Darboven, Studentin 1962–1965, Ehrenprofessorin 2000–2009
- Stephan Dillemuth, Gastprofessor 2002–2004
- Reinhard Drenkhahn, 1943–1944 und 1945–1948
- Bogomir Ecker, 1993–2002
- Hartmut Frank, Architekt
- Else Gabriel, Professorin für künstlerische Grundlagen
- Geelke Gaycken, 2012–2019
- Dan Graham, versch. Gastprofessuren 1989–1993
- Gotthard Graubner, 1969–1992
- Georg Gresko, Professor, Mal- und Zeichenklasse, 1957–1962
- Willem Grimm, 1946–1969
- Silke Grossmann, 1995–2016
- Hans Grubenbecher, Fotograf 1913–1952
- Therese Hallinger
- Rudolf Hausner, 1965–1980
- Hans Heller (1884–1917), Architekt und Innenraumgestalter, 1907–1917
- Paul Helms, 1908–1945
- Uwe Henneken, Gastprofessor für Malerei 2009–2011
- Margret Hildebrand, Textildesign, 1956–1981
- Achim Hoops, 1986–2019
- Alfred Hrdlicka, 1973–1975
- Beata Huke-Schubert, Architektur, 1984–2006, danach HCU
- Friedensreich Hundertwasser, 1959
- Arthur Illies, 1926–1933
- Jörg Immendorff, Gastprofessur 1982
- Isaac Julien, Gastprofessor 2006
- Jürgen Klauke, 1980–1981
- Anton Kling, 1908–1922
- Karl Kluth, 1952–1965
- Kurt Kranz, 1950–1972
- Vlado Kristl
- Erwin Krubeck, Gebrauchsgraphik, 1946–1962
- Rudolf Kühnl, Professor für Architektur, 1933–?
- Matthias Lehnhardt, Professor
- Van Bo Le-Mentzel, Architekt und Professor, seit 2015
- Hans-Joachim Lenger, 1983–2019
- Michael Lingner, Professor
- Richard Luksch, 1907–1936
- Arnold Lyongrün, Maler 1907–1908
- Alfred Mahlau, 1946–1959
- Gerhard Marcks, 1945–1950
- Barbara Martwich, Architektur, ab 1978
- Maria May, Textilentwurf, 1945–1955
- Nick Mauss, Maler, Gastprofessor 2011–2012
- Almir Mavignier, Maler, 1965–1990
- Birgit Megerle, Gastprofessorin 2012–2013
- Richard Meyer, 1905–1930
- Hans Michel, Grafiker 1963–1985
- Wilfried Minks, Professor für Bühnenbild 1967–1995
- Jörg (Georg) Möller, Professor für Grundlagen und freie Kunst 1967–1995
- Matt Mullican, Professor für Zeitbezogene Medien 2009–2018
- Werner Nekes, 1969–1972
- Rüdiger Neumann, Experimentalfilmer 1977–2007
- Wilhelm Niemeyer, Kunsthistoriker 1910–1930, 1933–1938
- Godber Nissen, Architekt 1956–1971
- Katharina Pethke, Professorin für Film 2012–2019
- Sigmar Polke, Gastprofessor 1970/71, Professor 1977–1991
- Marjetica Potrč, Professorin für Social Design 2011–2018
- Peter Raacke, Professor für Industrial Design 1968–1993
- Dieter Rams, Industriedesigner 1981–1997
- Otto Rohse, Illustrator, Typograf und Buchgestalter
- Gerd Roscher, Dokumentarfilmer 19??–2008
- Lambert Rosenbusch, Architekt, Professor für Industrial Design 1969–2005
- Gerhard Rühm, 1972–1995
- Helke Sander, Spielfilm 1981–2003
- Edwin Scharff, 1946–??
- Eran Schaerf
- Ernst Scharstein, Lehrer f. Dekoratives u. Landschaftsmalen 1904–1914 oder 1915
- Thomas Scheibitz, Gastprofessor
- Fridtjof Schliephacke,
- Richard Schmidt, Architekt (1907–1939)
- Gregor Schneider, Gastprofessor 2000–2002
- Karl Schneider, Architekt, 1930–1933
- Paul Schneider-Esleben, 1960–1970
- Alexander Schönauer, Goldschmied, 1906–1931
- Hermann Carl Schroeder, 1899–1935
- Norbert Schwontkowski, Maler, 2005–2009
- Fritz Seitz, Grundlagen des Bildnerischen, 1962–1991
- Gustav Seitz, Bildhauer, 1958–1969
- Richard von Sichowsky, Typograf, 1946–1972
- Wiebke Siem, Gastprof. 2000–2001, Bildhauerei 2002–2008
- Eduard Steinbach, 1921–1939
- Kai Sudeck, 1962–1993
- Hans Thiemann, 1960–1976
- Wolfgang Tillmans, Gastprofessor 1998–1999
- Andrea Tippel, Professorin für Grundlagen und Orientierung 1997–2011
- Joe Tilson, Gastprofessor 1971–1972
- Willi Titze, Maler 1914–1956
- Heinz Trökes, Leiter der Abteilung für freie Grafik, 1956–1958
- Wolfgang Tümpel, Bauhaus-Designer, 1903–1978
- Carl Vogel, Professor 1962–1989, Präsident 1976–1989
- Franz Erhard Walther, Professor 1971–2005
- Franz Weisse,[26] Leiter der Buchbinder-Klasse von 1907 bis 1942
- Ignatz Wiemeler, Professor für Buchkunst von 1945 bis 1952
- Carl Heinz Wienert, Professor 1959–1963
- Ludwig Wilding, Professor 1969–1992
- Bernhard Winking, Bauplaner, 1978–2003
- Franz Winzentsen, Professor für Animationsfilm 1987–2001
- Paul Wunderlich, Professor 1963–1968
- Haegue Yang, Gastprofessorin f. Bildhauerei 2009–2010
- Lena Ziese, 2012–2018

## Direktoren/Präsidenten seit 1905
- 1905–1929: Richard Meyer (1863–1953)
- 1930–1933: Max Sauerlandt (1880–1934), kommissarischer Direktor
- 1933–1934: Hermann Maetzig (1888–1969)
- 1934–1935: Wilhelm Frh. Kleinschmit Lengefeld (1888–1970)
- 1936–1942: Paul Fliether (1897–1945)
- 1942–1945: Paul Helms (1884–1961)
- 1946–1950: Friedrich Ahlers-Hestermann (1883–1973)
- 1950–1956: Gustav Hassenpflug (1907–1977)[27]
- 1957–1964: Hans-Werner von Oppen (1902–1983)[28]
- 1964–1976: Herbert von Buttlar (1912–1976)
- 1976–1989: Carl Vogel (1923–2006)[29]
- 1989–2002: Adrienne Goehler (* 1955)
- seit 2002: Martin Köttering (* 1964)

## Ehemalige Studierende
- Franz Ackermann, 1989–1991
- Fatih Akin, Student 1994–2000, Gastprofessor 2005–2006
- Anni Albers, Studentin 1919 bis ca. 1921
- Karl Allöder, 1922–?
- Ulrike Andresen, 1977–1983
- Elsbeth Arlt, Studium 1972–1977
- Dieter Asmus, 1960–1997
- Hans-Günther Baass
- Uwe Bahnsen
- Thomas Baldischwyler
- Stephan Balkenhol, 1976–1982
- Wilhelm Bauche, 1916–1917
- Uwe Bangert, 1950–1951
- Nana Bastrup, 2010–2015
- Liebfriede Bernstiel, 1933–1934
- Marie Minna Bielenberg, 1919–1921
- Elise Blumann, geb. Schlie, 1919–1922
- John Bock Diplom 1997
- Antoinette de Boer, 1957–1961
- Henry Boothby, 1909–1914
- Norbert Bork, 1940–1943
- Holger Börnsen, 1952–1956
- Ulla von Brandenburg, 1998–2004
- Jens Dieter Brandes, 1942–1944
- Matthias Brandes, 1969–1975
- Bettina Brendel, 1946–1948
- Woldemar Brinkmann
- Bruno Bruni, 1960–1965
- Heinrich Gerhard Bücker, 1946–1947, Assistent von Edwin Scharff
- Vicco von Bülow (Loriot), 1947–1949
- André Butzer
- Annette Caspar, 1933–1934
- Bastian Clevé, 1971–1976
- Hanne Darboven, Studentin 1962–1965, Ehrenprofessorin 2000–2009
- Rolf Diener, 1927–1931
- Sabine von Diest-Brackenhausen, 1956–1957 oder 1958
- Jürgen von Dückerhoff, 1997–2004
- Paul Dunkelmann, 1930–1935
- Heilwig Duwe-Ploog (Heilwig Ploog)
- Lyonel Feininger, 1887–1888
- Karl Heinz Engelin, 1954
- Albert Feser, 1930–1931
- Lili Fischer, 1966–1973
- Jochen Flinzer, 1977–1982
- Karl Frenkel, –1943
- Alexander Friedrich, 1914–1918
- Max Frisinger, 2006–2010
- Isa Genzken, 1969–1971
- Rolf Gith, 1968–1974
- Anna Gottburgsen, 1925–1926
- Dora Grabosch, 1948–1952
- Eve Gramatzki
- Bernd Grimm, 1983–1989
- Karl Gröning, 1915–1918
- Elma Grohs-Hansen, 1911–1914
- Grete Gross, 1911–1919
- Guðný Guðmundsdóttir, 1995–2001
- Therese Hallinger
- Ingeborg Hansen 1955–1960
- Klaus Hartmann, 1991–1997
- Gertrud von Hassel, 1928–1933
- Ivo Hauptmann
- Paul Helms 1907–1908
- Bernd Hering, 1945–1950
- Georg Herold
- Charline von Heyl
- Oliver Hirschbiegel, 1978–1987
- Karl Holstein
- Rebecca Horn, 1963–1969
- Hermine Huntgeburth, 1977–1983
- Alfonso Hüppi
- Martin Irwahn, 1911–1917 und einen Kurs 1940
- Maximilian Jahns, 1907–1913
- Christian Jankowski
- Heino Jaeger, 1956–1961
- Fritz Jansen 1919–1924
- Horst Janssen, 1946–1951
- Margrit Kahl
- Bruno Karberg, 1916–1917
- Eva Kausche-Kongsbak, 1936–1939
- Annette Kelm
- Sophia Kennedy
- Martin Kippenberger, 1972–1976
- Bernhard Klein, 1908–1912
- Gisela Kleinschmidt, 1948–1950
- Ulrich Köhler
- Nina Könnemann, 1992–1998
- Reinhard Komar, 1972–1976
- Fifi Kreutzer (Mathilde Jansen)
- Michael Kress, 1986–1993
- Hans Joachim Kröger, 1935–1939
- Karl Heinz Kröger, 1934–1940
- Erwin Krubeck, 1921–1927
- Carlo Kriete, 1945–1948
- Gisela Kühler-Balcke, 1933–1943
- Fritz Kühner
- Konrad A. Lattner, 1913–1914 und 1917–1920
- Wolfgang Lauenstein
- Nele Lipp, 1968–1969 und 1970 bis 1975
- Erich Lossie, 1908–1911
- Peter Luksch
- Peter Marggraf
- MatWay (Matvey Slavin), 2011–2015
- Jan-Holger Mauss, 1990–1995
- Pauline M’barek, Diplom 2007
- Birgit Megerle, 1997–2002
- Jörg Meier, 1969–1974
- Holger Meins, 1962–1966
- Jonathan Meese, 1995–1998
- Adolf Meyer, 1912–1913
- Nanne Meyer, 1974–1981
- Monika Michalko, 2003–2009
- Vera Möller
- Marlene Moeschke-Poelzig, 1911–1917
- Mariella Mosler
- Herbert Müller-Fried, 1934–1937
- Peter Nagel, 1960–1965
- Ramon Neckelmann, 1927–1928
- Max Erich Nicola
- Werner Nöfer, 1959–1963
- Felix Nussbaum, 1922–1923
- Albert Oehlen, 1977–1981
- Anna Oppermann, 1962–1968
- Wolfgang Oppermann, 1959–1962
- Trude Petri (Gertrude), 1925–1927
- Theodor Piering
- Peter Piller, 1993–2000
- Virgil Popp, 1913–1914 sowie 1919–1923
- Volker Prauß, 1967–1972
- Astrid Proll, 1982–1987
- Roswitha Quadflieg, 1973–1974
- Ursula Querner, 1946–1949
- Otto Rahm, ab 1923
- Horst-Hagen Rath, 1970–1977
- Elisabeth Rapp, 1982–1987
- Gerda Maria Raschke
- Werner Rebhuhn, 1940–1944
- Albert Christoph Reck, 1948–1951
- Dominik Reding, 1992–1998
- Johanna Reich
- Daniel Richter, 1991–1995
- Otto Rodewald, 1912–1914
- Helmut Scaruppe, 1942–1943
- Gertrud Schaeffer
- Christoph Schäfer
- Jenny Schäfer, 2008–2015
- Paul Schaeffer
- Heinrich Schilinzky, ab 1947
- Frieder Schlaich, 1985–1991
- Annie Schmahl, 1911–1918
- Nicolaus Schmidt, 1971–1977
- Hildi Schmidt-Heins (Hildi Heins), 1934–1938
- Gregor Schneider, 1991–1992
- Dennis Scholl, 2002–2007
- Ilse Schröder, 1915–1919
- Carl Schümann
- Martin Schwemer
- Ivan Seligmann, 1914
- Markus Selg
- Wiebke Siem, 1979–1984
- Santiago Sierra, 1989–1991
- Cornelia Sollfrank, 1990–1994
- Annegret Soltau, 1967–1972
- Herbert Spangenberg, 1926–1928
- Ragna Sperschneider, 1951–1956
- Rolf Stehr, 1930–1935
- Dorothea Stefula-Hüter (Thea Hüter)
- Anita Suhr, ca. 1918–1922
- Stuart Sutcliffe, 1961–1962
- Hugo Taglang, 1889–1892
- Sophie Taeuber-Arp (Sophie Taeuber), 1912
- Wilhelm Tegtmeier, 1918–?
- Mildred Thompson, 1958–1961
- Ilse Thieme, 1915–1918
- Willi Titze, 1908–1912
- Wilhelm Viehmann
- Anne-Marie Vogler, 1916–1918
- Harald Vogts
- Asta Vorsteher, 1921–?
- Otto Waalkes
- Thomas Wachweger, 1963–1970
- Claus Wallner, 1948–1951
- Eva Maria Walther, 1909–1911
- Petrus Wandrey, 1963–1968
- Ebba Weddig-Dettenberg, 1928–1933
- Ralf Weißleder, 1982–1992
- Jakob Wechsler, 1930–1933
- Annette Wehrmann, 1985–1993
- Nicole Wermers, Diplom 1997
- Gerhard West
- Marianne Wex
- Ignatz Wiemeler, 1917–1921
- Henner Winckler
- Bernhard Winking, ab 1961
- Uli Winters, Diplom 1999
- Hartmut Wöhlbier, 1992–2001
- Niko Wölk
- Harry Wolfrath, 1945
- Xu Jiang, * 1955 in Fuzhou
- Yüksel Yavuz, 1992–1998
- Otto Ziller, vor 1919

## In der Zeit des Nationalsozialismus verfolgte Lehrkräfte und Studenten
Zwei Stolpersteine im Bürgersteig vor der Haupttreppe der Hochschule für bildende Künste erinnern an die während der Zeit des Nationalsozialismus verfolgten Lehrkräfte. Friedrich Adler, der an der damaligen Kunstgewerbeschule von 1907 bis zu seiner Zwangspensionierung 1933 unterrichtete, wurde 1942 in Auschwitz ermordet. Hugo Meier-Thur unterrichtete von 1910 bis 1943 und wurde 1943 im KZ Fuhlsbüttel ermordet. Ein weiterer Stolperstein erinnert an den ehemaligen Studenten Felix Nussbaum, der im KZ Auschwitz-Birkenau 1944 ermordet wurde.

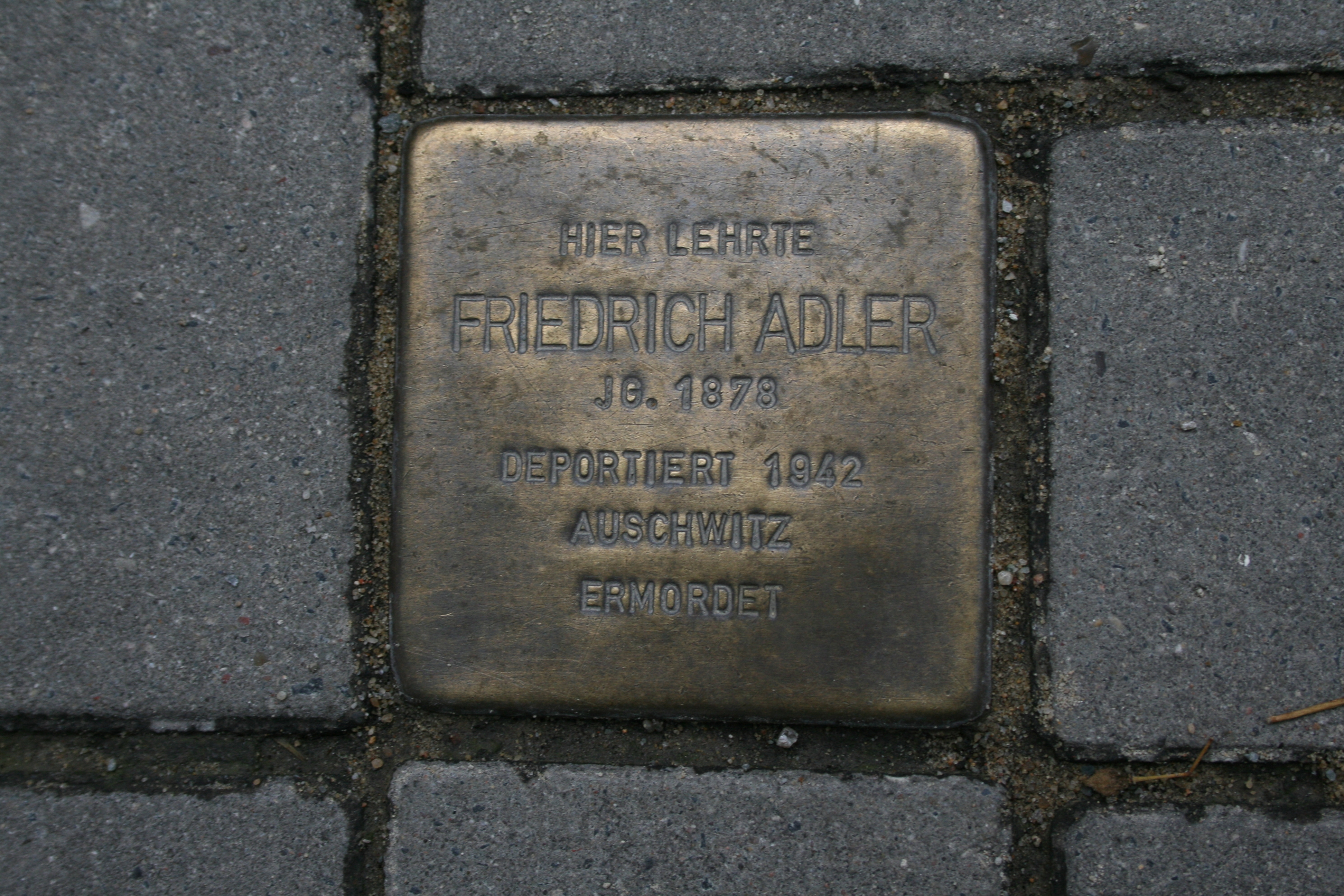
Stolperstein für Friedrich Adler vor der Hochschule für Bildende Künste Hamburg
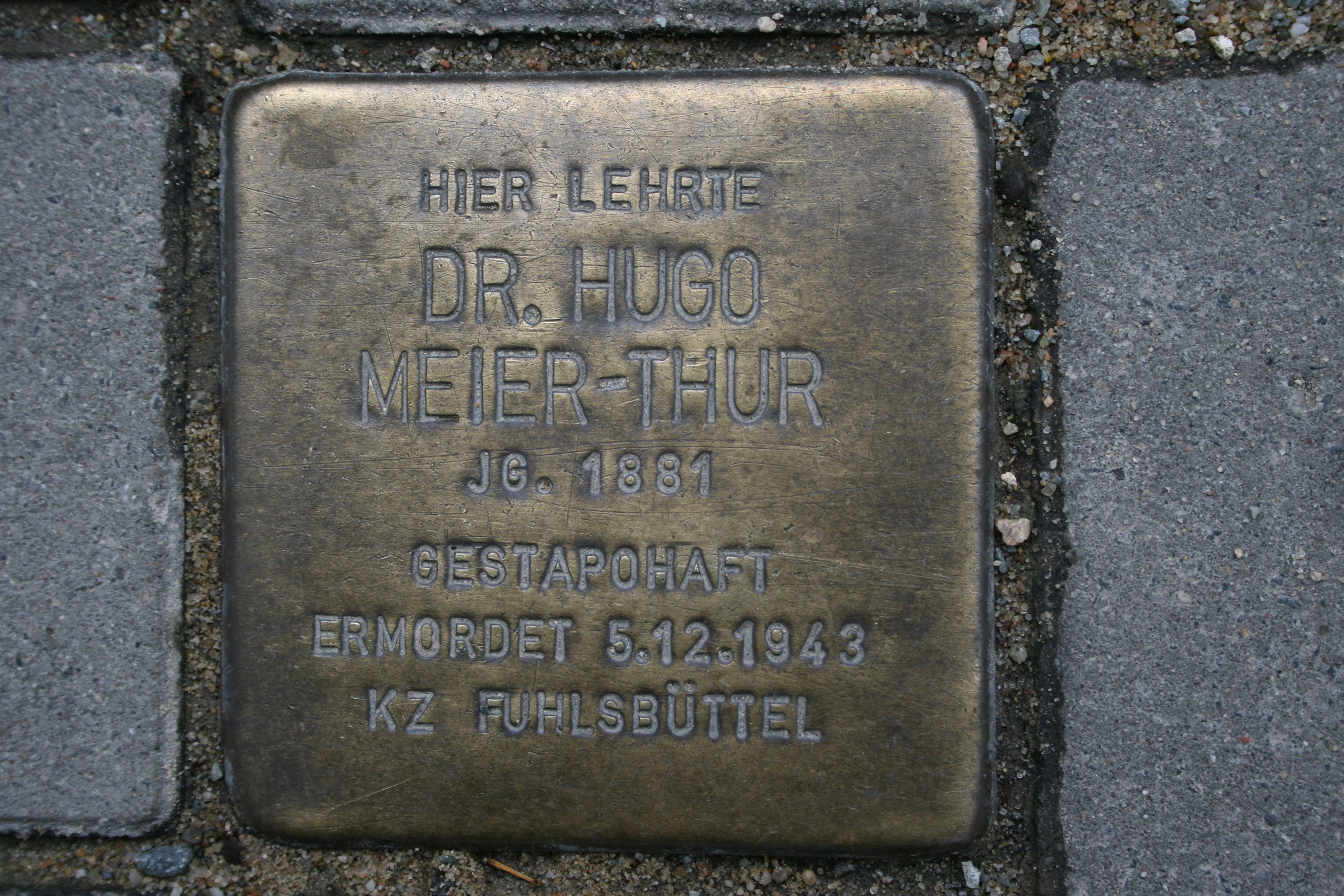
Stolperstein für Hugo Meier-Thur vor der Hochschule für Bildende Künste Hamburg
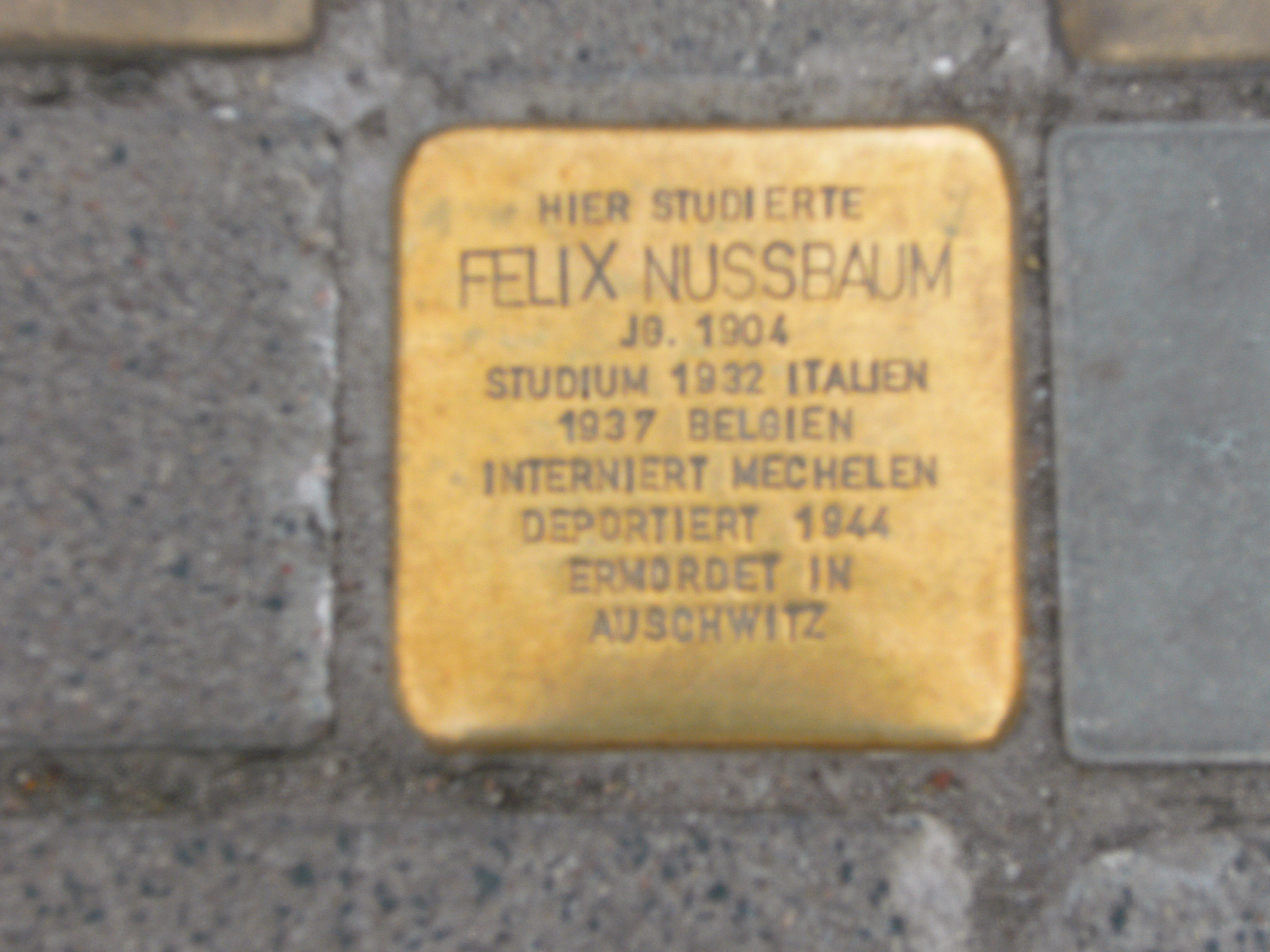
Hamburg, Hochschule für bildende Künste: Stolperstein für den ehemaligen Studenten Felix Nussbaum (1904–1940)